# نیوز کورپ استرالیا
نیوز کورپ استرالیا (به انگلیسی: News Limited) شرکت رسانه‌ای استرالیایی است، که در سال ۱۹۲۳ توسط کیث مرداک تأسیس شد و هم‌اکنون از شرکت‌های تابعه نیوز کورپوریشن به‌شمار می‌آید.
امروزه شرکت نیوز کورپ استرالیا، با در اختیار داشتن بیش از ۶٫۰۰۰ کارمند و ۳٫۰۰۰ خبرنگار، به‌عنوان یکی از بزرگ‌ترین شرکت‌ها در حوزه رسانه‌های گروهی در کشور استرالیا محسوب می‌شود.